# Kataklò
Kataklò Athletic Dance Theatre è una compagnia italiana di danza acrobatica fondata nel 1996 dall'ex finalista olimpica Giulia Staccioli, regista, coreografa e direttrice artistica della compagnia. Il nome Kataklò viene dal greco antico e significa "io ballo piegandomi e contorcendomi". Lo stile di Kataklò si basa sulla preparazione atletica e sulla tecnica di danza degli interpreti, che praticano un impegnativo allenamento fisico.

## Storia
Giulia Staccioli, finalista olimpica di ginnastica ritmica a Los Angeles 1984 e Seul 1988, conclusa l'attività agonistica si trasferisce a New York, dove frequenta gli Alvin Ailey Studios e poi entra per tre anni nella compagnia americana Momix, guidata da Moses Pendleton. In seguito, tornando in Italia dal 1996 insieme a numerosi ginnasti e ballerini Giulia Staccioli fonda Kataklò, ricercando un tratto coreografico originale, basato sul gesto e sul linguaggio del corpo. Dal 2010 la compagnia ha la sua sede operativa presso DanceHaus Susanna Beltrami di Milano.
In occasione dei Giochi olimpici invernali di Torino 2006 Kataklò ha preso parte alla Cerimonia di apertura, il 10 febbraio. Compito dei Kataklò era di realizzare la coreografia di una delle parti dello spettacolo, con 149 esecutori sotto la direzione di Giulia Staccioli. La struttura della scena è stata realizzata a Milano, da un'idea della stessa Staccioli. La musica è stata appositamente scritta da Michele Centonze e Stefano Nanni; i costumi sono stati curati dalla costumista Gabriella Pescucci. Tramite la collaborazione con lo scenografo Mark Fisher, il progetto è diventato una struttura complessa, nata da uno studio ingegneristico di quasi un anno. I cinque cerchi sono in realtà cinque ascensori di 7 metri di diametro, che arrivano a 18 metri di altezza.
Nel settembre 2015, Giulia Staccioli e un gruppo di 19 membri di Kataklò collaborano con Hansel Cereza, direttore artistico e membro della compagnia spagnola Fura dels Baus, alla realizzazione dello spettacolo The Pearls Divers per la celebrazione della Giornata Nazionale del Kuwait. Lo spettacolo viene messo in scena il 15 settembre 2015 davanti al padiglione del Kuwait all'Expo di Milano, al cospetto della famiglia reale e del pubblico.

## Produzioni teatrali
Ecco alcune delle principali produzioni teatrali di kataklò:
- Indiscipline (1996)
- Kataklopolis (1999)
- Up (2002)
- Livingston (2005)
- Play (2008)
- Love Machines (2010)
- Puzzle (2012)
- Eureka (2016)
- Back to dance (2021)

## Eventi
- Olimpiadi di Sydney 2000
- XVIII Giornata Mondiale della Gioventù (2003)
- Cerimonia di apertura dei Giochi olimpici invernali di Torino 2006
- Partecipazione al Fringe Festival di Edimburgo (2006 e 2009)
- Capodanno di Hong Kong (2007)
- Sessantennale dell'Assemblea Regionale Siciliana (2007)
- Olimpiadi della cultura di Pechino (2008)
- Testimonial della campagna UNICEF Vogliamo Zero (2011)
- Cerimonia di riapertura della scalinata di Piazza di Spagna a Roma per Bvlgari (2016)
- Festival di Sanremo, Mi sento bene (2019)